# Far Eastern Wind - Winter
『Far Eastern Wind - Winter』（ファー・イースタン・ウィンド - ウィンター）は、小室哲哉が2008年2月13日にiTunes配信限定で全世界同時リリースしたスタジオ・アルバム。

## 解説
- 小室哲哉にとってオリジナルアルバムのリリースは1990年の『Psychic Entertainment Sound』以来18年ぶりとなる。
- Far Eastern Windシリーズの第1弾であり、「冬」をモチーフに制作。
- iTunesのエレクトロニック1位・総合ランキング4位。
- ジャケットデザインは、自身の所属するユニットGABALLのメンバーである原田大三郎が担当。
- 配信は2008年4月29日で一旦終了したが、2008年5月10日に再発された。

## トラックリスト
| #   | タイトル     | 作詞 | 作曲・編曲 | 時間 |
| --- | ------------ | ---- | ---------- | ---- |
| 1.  | 「春秋」     |      |            | 3:32 |
| 2.  | 「礼」       |      |            | 5:44 |
| 3.  | 「楽」       |      |            | 6:28 |
| 4.  | 「仁」       |      |            | 3:16 |
| 5.  | 「学」       |      |            | 3:57 |
| 6.  | 「志」       |      |            | 5:58 |
| 7.  | 「立」       |      |            | 4:38 |
| 8.  | 「昇」       |      |            | 3:20 |
| 9.  | 「惑」       |      |            | 4:39 |
| 10. | 「無為自然」 |      |            | 4:13 |